# 中島 (江別市)
中島（なかじま）は北海道江別市にある地名。
四方を篠津川と石狩川に囲まれており、東隣の篠津地区とは「中島橋」で結ばれている。

## 歴史

### 対雁川下時代
現在石狩川の対岸にある対雁地区とは、かつて地続きであり、対雁川下と呼ばれていた。当時の対雁川下は馬蹄形に大きく湾曲した石狩川に囲まれており、増水の折には直進しようとする水流をまともに受けるという、水害常襲の地であった。
毎年起こる氾濫のため畑作に適した土地とは言えなかったが、土質はよかった。そこで盛んになったのが、杞柳の栽培である。杞柳はもともと但馬国（兵庫県）の特産品で、行李の材料として用いられた。植えてから3年目の春に刈り取り、皮をむいた「白芽」の状態で行李製造業者に卸したり、あるいは麻糸で編んだ「生地編」まで仕上げてから業者に送るのである。
対雁川下では当初、但馬出身の田原鶴蔵が杞柳を栽培していた。1913年（大正2年）ころ、田中広作とその兄の政一郎が田原から細工の手ほどきを受けたのを契機に、杞柳栽培が広まっていった。1925年（大正14年）、対雁副業組合が設立される。組合の中心人物となったのは田中広作で、北海道庁から副業嘱託講師に委嘱されるほどの腕前を誇った。行李の製造は6か月程度で習熟できるため副業に適していた一方、花篭や椅子のような細工物の製作にはより高い技術が必要となるのだが、対雁副業組合の細工物は1926年（大正15年）の全国副業展覧会で二等賞を射止めるに至った。以降、組合は杞柳細工の本場である但馬に組合員を派遣して、技術の研鑽を図った。
しかし1932年（昭和7年）、大水害により地区の杞柳の大半が枯れてしまうのだった。

### 中島時代
1933年（昭和8年）、水害を減らす目的で、湾曲する石狩川を直線化する切替工事が行われる。しかしそのために対雁川下は、石狩川の旧河道と新水路に囲まれて周りの地区から切り離された「陸の孤島」と化してしまった。他地区との連絡には渡船が必要となり、篠津の高橋太吉が船頭を務めた。
1935年（昭和10年）の町字名改正により、地区の名称が対雁川下から中島へと改定される。そしてこの年の前後、約20年にわたって続いた杞柳栽培と加工品製造は、急速にすたれていった。
1945年（昭和20年）ころに高橋船頭が辞職し、それ以降は対岸まで渡したロープを頼りに小舟で川を越えることとなった。さらにその後、丸太2本の上に平板を敷いた浮橋が2か所に設けられたが、篠津小学校へ通う子供たちが渡ることを考えると、危険であった。1962年（昭和37年）に中島橋が完成したことで、ようやく「陸の孤島」状態が解消する。

## 巣守神社
中島には巣守神社が鎮座する。この名を冠した神社は日本全国を見渡しても新潟県に14社と数少なく、北海道内ではこの地の社が唯一である。
1901年（明治34年）、新潟県北魚沼郡広瀬村金ケ沢出身の佐藤栄次郎が、自家の守り神として故郷の巣守神社の神符を持参して、野幌北越殖民社農場に入った。しかし佐藤は、土地が狭く水害の多い野幌に数年で見切りをつけ、対雁川下に再入植することとなる。
おそらく1935年（昭和10年）に地域が「中島」と改称されたころ、住民たちを団結させるための鎮守の杜が希求され、佐藤が持参した巣守神社の神符が地域全体の守り神へと昇格したのではないかと考えられる。
当初の神社は石狩川右岸に設けられたが、水害や築堤工事で移転を重ね、1955年（昭和30年）ころ現在地に落ち着いた。このとき拝殿も新築されたが、その後さらに雨雪の害を被らないようにと集会場が建てられ、その中に拝殿や神殿が設けられることとなった。
また鳥居の右脇には土俵があり、地域の青年力士が毎晩稽古に励む時代もあったほか、1970年代までは祭りの子供相撲も執り行われた。
1985年（昭和60年）ころに篠津神社への合祀の話が持ち上がったが、実現はしなかった。